# Ibrahim Taybilí
Ibrahim Taybilí (Toledo, alrededor de 1580-Testur, Túnez, hacia 1650) fue un escritor morisco español.
De origen murciano, aunque nacido en Toledo como Juan Pérez, tras la expulsión de los moriscos decretada por Felipe III (1609-1612) marchó a Túnez y se refugió en Testur, en la vega del río Meyerda. Tenía algunos estudios cursados, quizá en su Toledo natal o en Alcalá de Henares. Una alusión suya, en la que menciona una visita a una librería en Alcalá de Henares en 1604, donde adquirió obras de Antonio de Guevara y Pedro Mexía y en la que se critican las novelas de caballerías y se alude a Don Quijote, permitió pensar en una discutida edición anterior a 1605 de Don Quijote, según una opinión sostenida por Jaime Oliver Asín. Obtuvo cierta posición entre los moriscos de Túnez, a pesar de obstinarse en escribir en castellano. Firmó con su nombre la Contradicción de los catorce artículos de la fe cristiana, en verso y escrita en 1624, inspirándose en la obra del morisco hispano-marroquí Muhammad Alguazir. En este manuscrito menciona otras obras que escribió: una Historia de la expulsión y exilio de los moriscos de España y una crónica en verso sobre la muerte de Al-Hasan, que no han llegado hasta nuestros días. Sin embargo, se le atribuyen algunos manuscritos conservados en la Biblioteca Nacional de Madrid.